# Chthonius romanicus
Chthonius romanicus es una especie de arácnido  del orden Pseudoscorpionida de la familia Chthoniidae.

## Distribución geográfica
Se encuentra en Grecia y en Irán.